# Oliver Humperdink
John Jay Sutton, noto con lo pseudonimo di Sir Oliver Humperdink (Minneapolis, 16 gennaio 1949 – 20 marzo 2011), è stato un manager di wrestling statunitense e wrestler occasionale.
Ha lavorato per Jim Crockett Promotions, Championship Wrestling from Florida, World Wrestling Federation e World Championship Wrestling.

## Carriera
Nella metà degli anni sessanta, John Sutton conobbe vari wrestler mentre lavorava come usciere a Minneapolis, Minnesota. Alla fine trovò impiego come guardia della sicurezza presso la American Wrestling Association (AWA). Nel 1973, incontrò  Paul Vachon quando andò a lavorare nella Grand Prix Wrestling (GPW) a Montreal. Lì, Sutton cominciò la professione di manager e lottatore occasionale. Arbitrò anche qualche match. I suoi primi clienti come manager furono gli Hollywood Blonds dopo che il tag team ebbe rotto i rapporti con il manager precedente, Johnny Rougeau. Sia Don Jardine sia Dale Hey sono accreditati di aver inventato il nome "Sir Oliver Humperdink". Jardine afferma di essersi inventato il nome pensando che avrebbe fatto infuriare i fan di lingua francofona del Québec, che odiavano tutto quello che era inglese.
Nel 1974 andò nella Championship Wrestling from Florida e fu messo in un angle con Mike Graham e Kevin Sullivan. Due anni dopo, iniziò a lavorare nuovovamente con gli Hollywood Blondes. Nel 1980 divenne il "servo" di Dusty Rhodes per un periodo di trenta giorni, perché il suo protetto Ivan Koloff aveva perso un match contro Rhodes che aveva quella stipulazione. In sua assenza, fu Lord Alfred Hayes a fare da manager a clienti di Humperdink come Bobby Jaggers e Nikolai Volkoff. Quando "Rooster" Humperdink (come lo aveva soprannominato Rhodes), tornò al management e chiese di riavere Jaggers, Hayes e Volkoff lo aggredirono brutalmente, dando il via a un feud con Hayes.
Negli anni ottanta lavorò nella Jim Crockett Promotions dove fece da manager a Greg Valentine, Leroy Brown, Paul Jones e One Man Gang. Lasciò la compagnia nel 1983 ma tornò cinque anni dopo poco tempo prima che la federazione venisse acquistata da Ted Turner e diventasse la World Championship Wrestling. Mentre era ancora nella JCP, formò una stable denominata "House of Humperdink". Come lottatore, vinse i titoli NWA Florida Heavyweight Championship e NWA Central States Television Championship.
Nel 1987, la World Wrestling Federation (WWF) gli offrì un lavoro. In WWF, egli fece da manager a Bam Bam Bigelow e Paul Orndorff. La sua gimmick dell'epoca era quella di un manager face, anche se a Sutton non piaceva.
Quando tornò nella NWA nel 1988, divenne il manager dei New Wild Samoans (Fatu, Samu, e The Samoan Savage). Tornò anche al fianco di Bigelow in occasione del suo feud contro Barry Windham in un match a Starrcade.
Nei primi anni novanta lavorò nella World Championship Wrestling (WCW) come "Big Daddy Dink", con la gimmick di un biker. In WCW fece da manager ai The Fabulous Freebirds (Michael Hayes & Jimmy Garvin). Si ritirò nel 1993 per dissidi con la dirigenza WCW. Nel 1995 svolse l'attività di manager di Bob Orton Jr. e The Hangmen nella American Wrestling Federation.

## Vita privata
Negli anni sessanta, Sutton ebbe un grave incidente d'auto colpendo un banco di neve. A causa dei postumi dell'incidente, la sua salute cominciò a deteriorarsi. Nel 2001, si sottopose a un intervento chirurgico per sostituire una valvola aortica. Gli fu impiantato un pacemaker e si riprese completamente. La Cauliflower Alley Club aiutò a pagare le sue spese mediche. Sutton tornò in ospedale nel 2008 a causa di problemi cardiaci dovuti alle complicazioni di una polmonite. All'inizio del 2011, fu diffusa la notizia che a Sutton era stato diagnosticato un carcinoma della vescica. Avendo rifiutato la chemioterapia, decise di ricoverarsi autonomamente in un ospizio. Morì nelle prime ore del mattino del 20 marzo 2011, all'età di 62 anni. Sutton non si sposò mai e non ebbe figli.

## Titoli e riconoscimenti
- Cauliflower Alley Club
  - Other honoree (2005)
- Central States Wrestling
  - NWA Central States Television Championship (1)[2][3]
- Championship Wrestling from Florida
  - NWA Florida Heavyweight Championship (1)[2][3]
- Pro Wrestling Illustrated
  - Manager of the Year (1984)[2][3]